# 19821 Caroltolin
19821 Caroltolin è un asteroide della fascia principale. Scoperto nel 2000, presenta un'orbita caratterizzata da un semiasse maggiore pari a 2,9028346 UA e da un'eccentricità di 0,0817029, inclinata di 2,60267° rispetto all'eclittica.